# Бернар Паліссі
Бернар Паліссі (фр. Bernard Palissy, бл. 1510, Ажен — бл. 1589, Париж) — французький хімік, художник-вітражист, кераміст, науковець, садівник.

## Життєпис. Ранні роки
Народився в місті Ажен. Точний рік народження невідомий. Мав просте походження. Батько був ремісником по створенню вітражів. Первісно і син опановував батьківське ремесло, що наблизило юнака до власних досліджень із різними емалями та глазурями. В своїх спогадах Бернар вказав, що навчався у майстра з розпису скла (тобто вітражного майстра). За традицією, підмайстер мав створити освітню подорож перед отриманням звання майстра. Можливо, таку подорож створив і Бернар Паліссі і відвідав деякі міста самої Франції та сусідніх Нідерландів і німецьких князівств на Рейні, котрі уславились як відомі керамічні центри Європи. Він описав сильне враження від керамічної чаші, баченої в покинутій майстерні, краса якої примусила його зніяковіти.

## В містіСент. Сільські глини
Паліссі перебрався в місто Сент неподалік Бордо приблизно в 1539 році, де одружився. Вважають, що саме там він продовжив власні дослідження білої емалі. 1546 року він перейшов із католицького віросповідання в протестантизм. В подальшому це негативно вплине на його долю в атмосфері релігійної війни у Франції 16 століття, де гугенотів (французьких протестантів) стануть винищувати фізично. В автобіографії він писав, що працював портретистом, художником по склу та геодезистом. Відомо, що йому доручили створити план солончаків навколо міста Сент, коли радники короля Франциска І зажадали запровадити новий податок на сіль.
Людина доби відродження, він зажадав перевідкрити секрет китайської порцеляни, секрет виробництва якої паморочив голови не одному поколінню західноєвропейських кермістів і хіміків. Він міг бачити коштовні зразки китайської порцеляни та фаянсу Італії і Німеччини в садибах дворян і зацікавився керамічним виробництвом взагалі. Найближчий центр керамічного виробництва від Сенсу був в селі Ла-Шапель-де-Кастрюльї. Наполегливий Паліссі витратив шістнадцять років життя на власні керамічні дослідження і довів родину до напівжебрацького стану. В автобіографії він записав, що використав усі дрова, а коли ті закінчилися, ламав меблі і дошки підлоги, аби утримати необхідну температуру власних печей. Йому не судилося перевідкрити секрет китайської порцеляни, але він створив власний тип кераміки, близький до фаянсу, котрий відтоді буде пов'язаний із його ім'ям. Власні вироби цього періоду майстер назвав «сільські глини».
Назва відбивала характер декору цих виробів, де переважали сільські рослини (різновиди папороті та ін.) та місцеві тварини і плазуни.

## Покарання протестантів і паризький період
Під час протестантських заворушень в місті Сенс 1548 року туди прибув констебль де Монморансі з військом. Він і зацікавився незвичним майстром керамістом та його виробами. Він узяв під власну опіку протестанта Паліссі і перевіз того в власний замок Екуан, де запропонував створити декор.
Але майстерня і печі Бернара в Сенсі були поруйновані. Бо уряд міста Бордо 1562 року видав наказ про захоплення всього майна протестантів в районі, аби підірвати їх могутність економічно і зміцнити позиції католиків Франції.
Праця на таку відому особу, як Монморансі, сприяла славі і при королівському дворі Франції. Приблизно з 1563 року він працює на королівську родину. Йому дозволили облаштувати власну майстерню неподалік замку Лувр в Парижі. Місце розташування печей Паліссі було знайдене під час реконструкції двору музею Лувр і побудови скляної піраміди. З цього року розпочався двадцятип'ятирічний період праці Паліссі в Парижі. Значно змінився і характер виробів Паліссі. Поряд із виробами в стилі «сільські глині» виникає низка нових виробів з міфологічними та біблійними сюжетами в стилі маньєризму та школи Фонтенбло. Зазвичай це вільні копії з тогочасних фресок. В паризький період Паліссі почав використовувати формовку в гіпсі і використав її для масового виробництва одноманітної продукції.
Митець продовжив і власні наукові дослідження. В період 1575—1584 рр. Паліссі виступав в Парижі з публічними лекціями з хімії та її технологіям у виробництві. 1575 року він створив в Парижі виставку палеонтологічних решток та вперше провів їх порівняння із тодішніми тваринами і їх кістяками.

## Друковані трактати Паліссі
- «Реальний засіб, котрим всі мешканці Франції можуть збагатитися», 1563 р.
- «Чудові роздуми», 1580 р.
- Перше французьке «Ессе про садівництво»

## Перше французьке «Есе про садівництво»
Перше французьке «Есе про садівництво» — частка тексту, розташованого в трактаті «Реальний засіб, котрим всі мешканці Франції можуть збагатитися». Культ природи і культ садів, паркового мистецтва взагалі захопив привілейовані прошарки французького суспільства в 16 столітті. Витоки культу були в садах і парках ренесансної Італії, котрі сприяли появі подібних парків в замках французьких аристократів. Серед початківців французького садівництва Філібер Делорм та Бернар Паліссі. Саме цей опис Паліссі прекрасного штучного саду і називають першим французьким «Есе про садівництво».
Як паркобудівник Паліссі (та його сини) працював над декоруванням саду палацу Тюїльрі, де створив незвичний павільйон Грот для королівської родини.

## Власна родина
Бернар Паліссі був одружений і мав шестеро дітей, трьох доньок і трьох синів, помічників батька.

## Смерть в ув'язненні
Релігійне протистояння у Франції між католиками, офіційно підтриманими королівським двором, і протестантами перейшло в постійне переслідування, політичне і економічне, в еміграцію протестантів з країни. Згодом наслідком протистояння стала Варфоломіївська ніч з масовим убивством протестантів. Бернар Паліссі був позбавлений захисту як протестант і запроторений в тюрму. Йому пообіцяли свободу за умов зречення протестантизму, але старий відмовився. Старий Бернар Паліссі помер в Бастилії як переконаний протестант приблизно 1689 чи 1590 року.

## Увічнення пам'яті

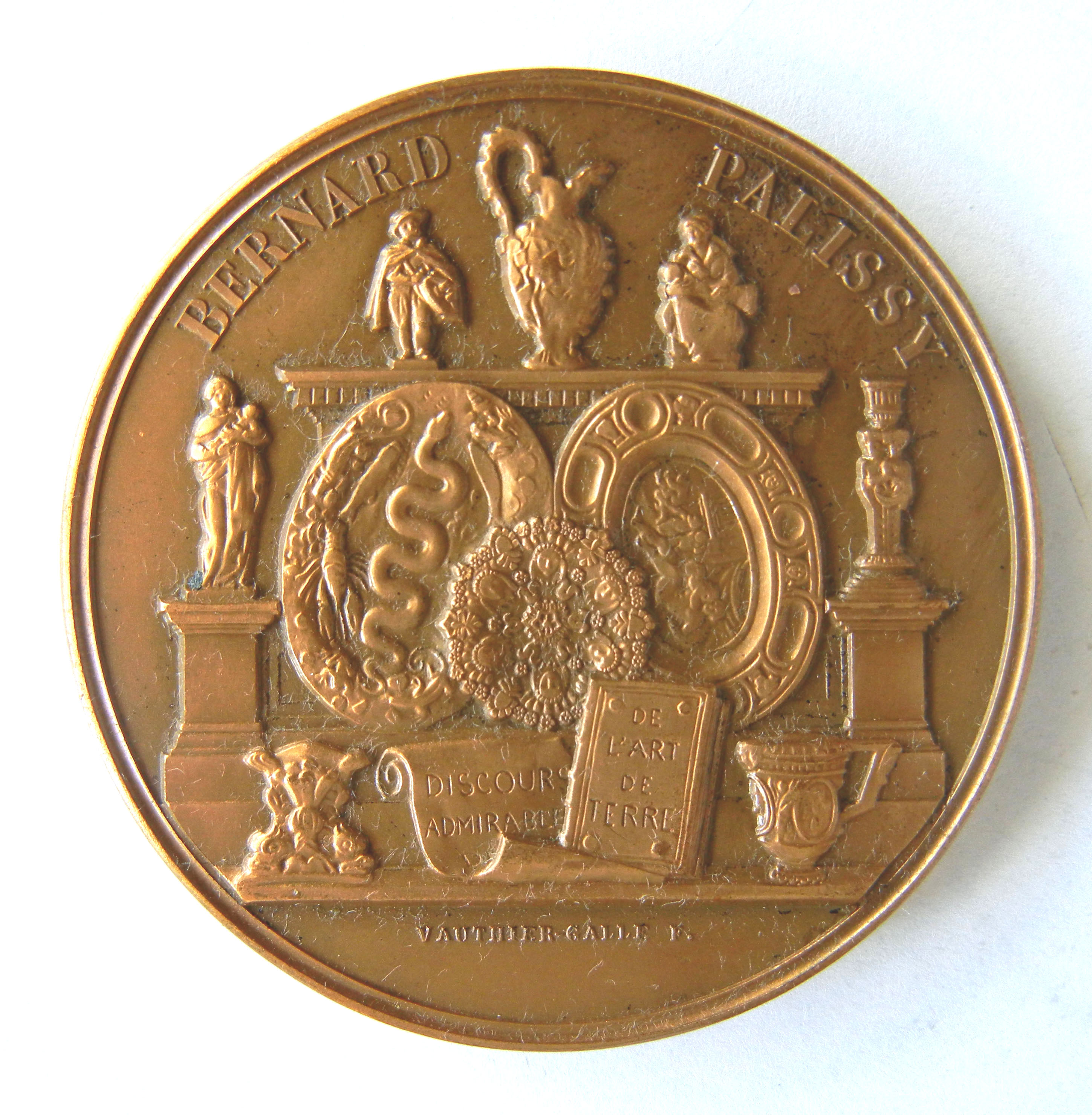
Пам'ятна медаль на честь уславленого хіміка і кераміста Б. Паліссі.

На честь Бернара Паліссі в 19 столітті створена пам'ятна медаль. Французький скульптор Луї-Ернест Барья (1851—1905) створив монумент на честь уславленого хіміка і кераміста в місті Париж і Севр.

## Галерея керамічних творів

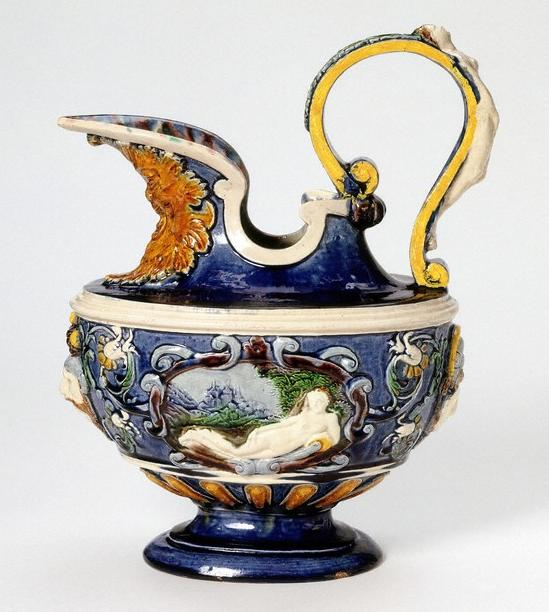
Б. Паліссі. «Поліхромний горщик», фаянс доби маньєризму, Музей Вікторії й Альберта, Лондон.

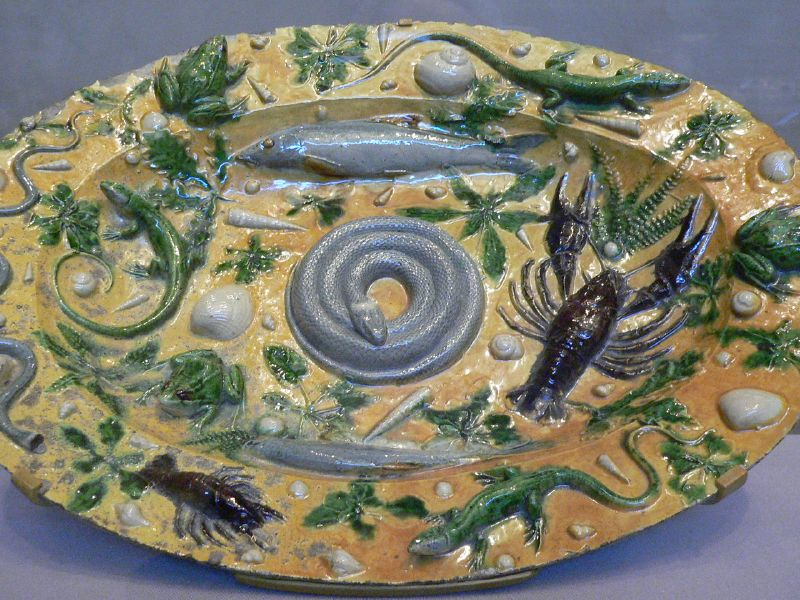
Таріль з водними тваринами і ящірками. 1550 р.
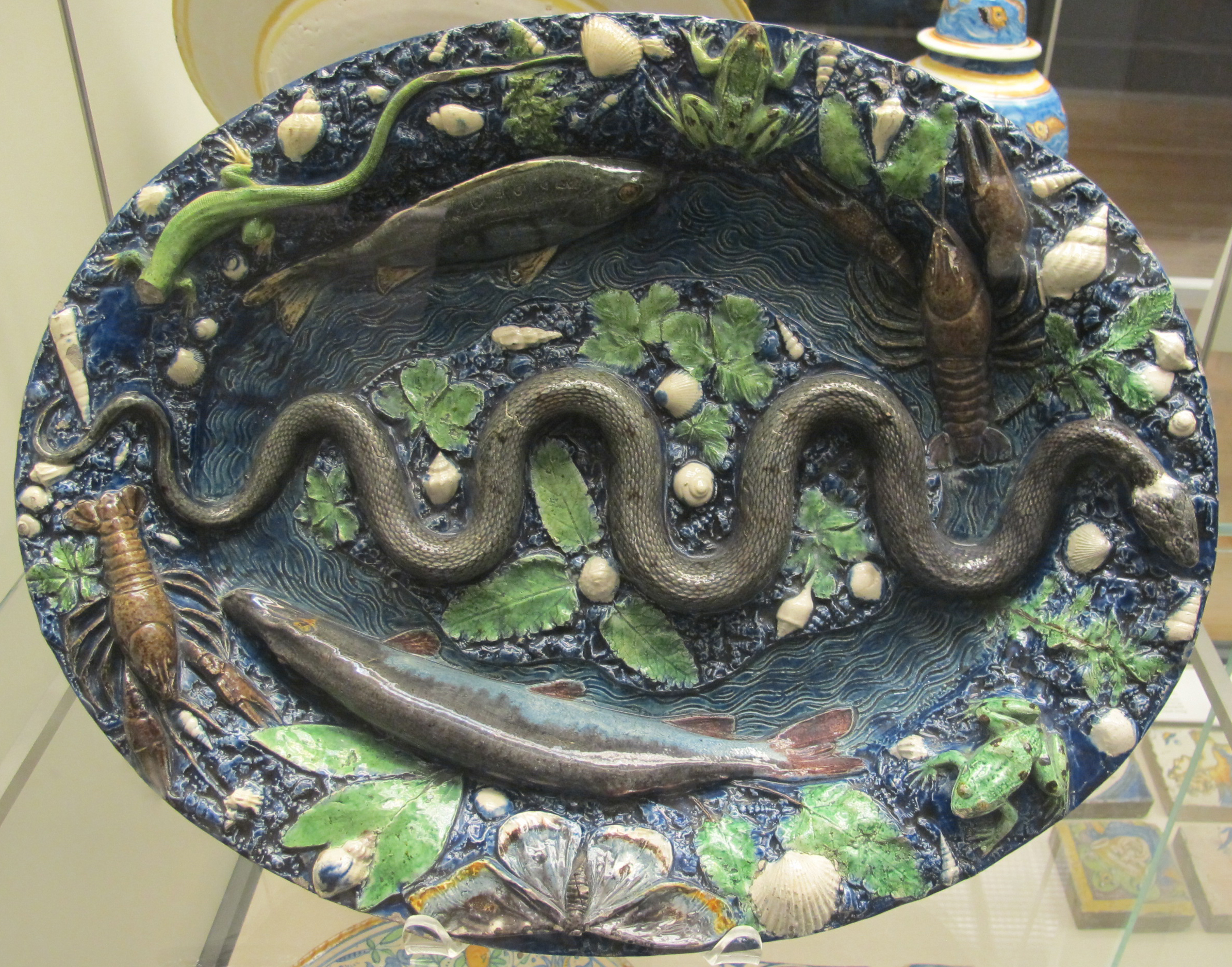
Виріб майстерні Паліссі.
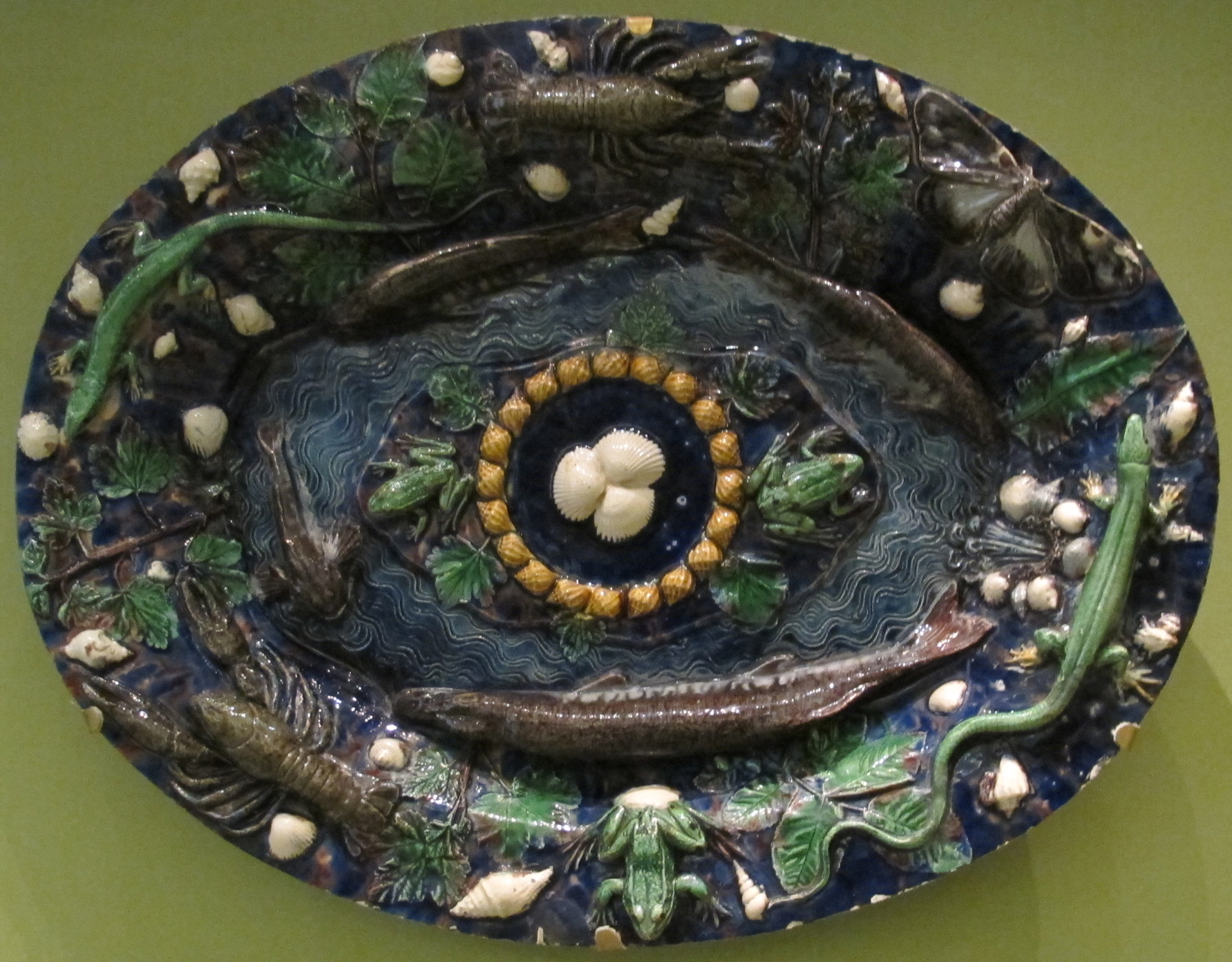
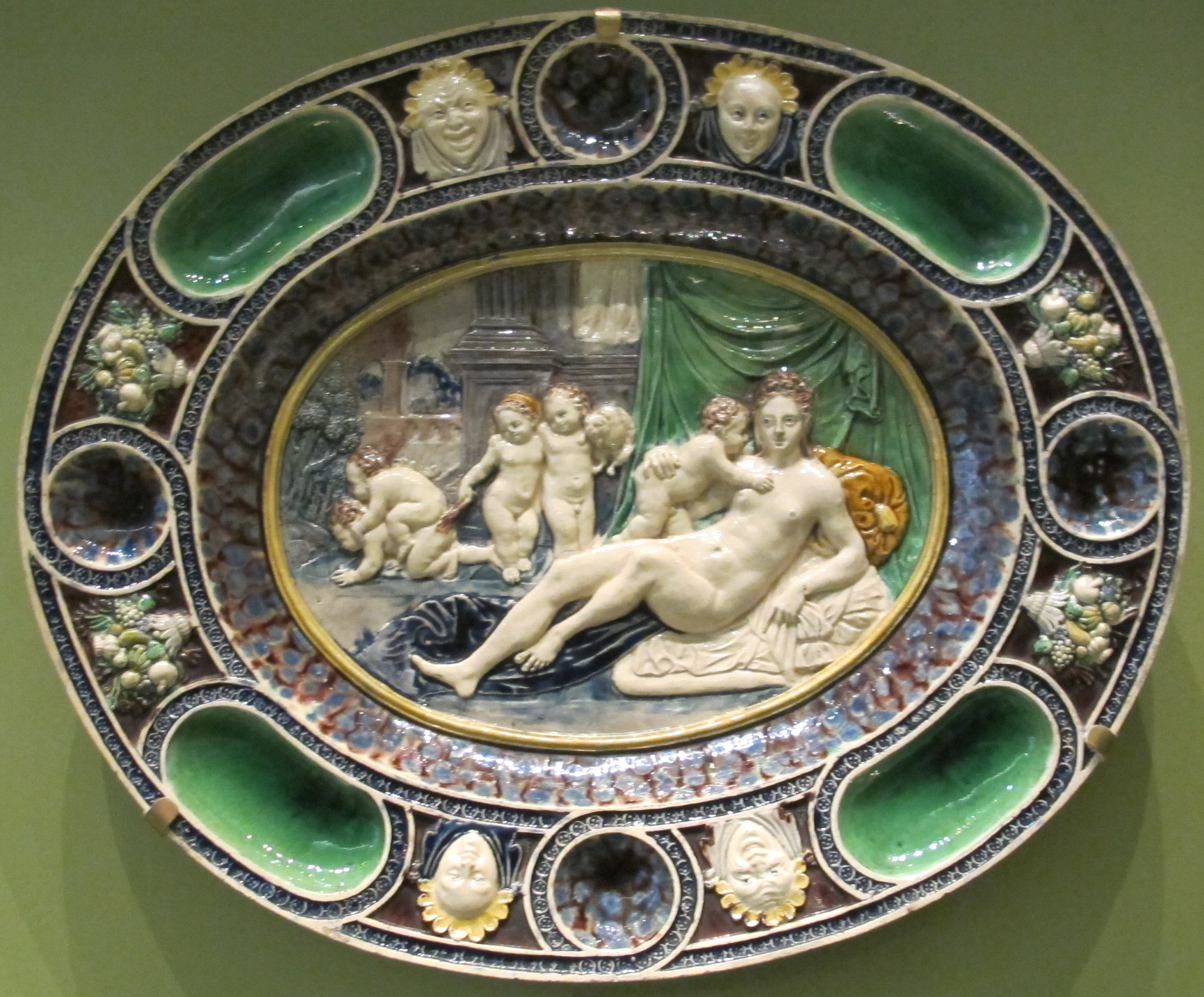
«Алегорія плодючості»
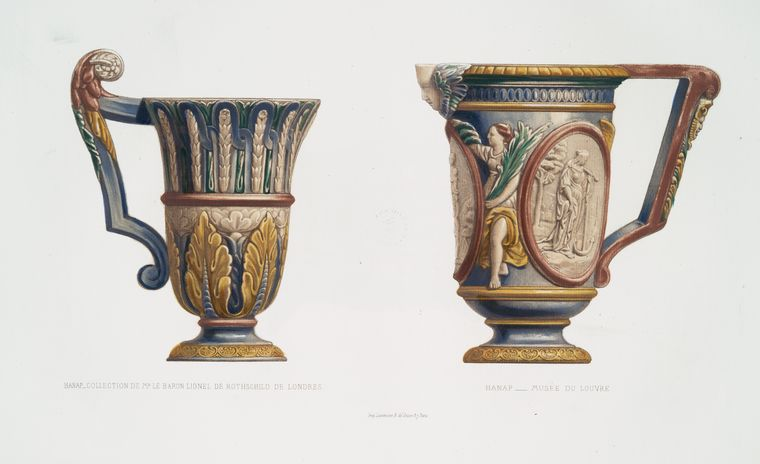
Філіжанки, фаянс. Лувр, Париж.
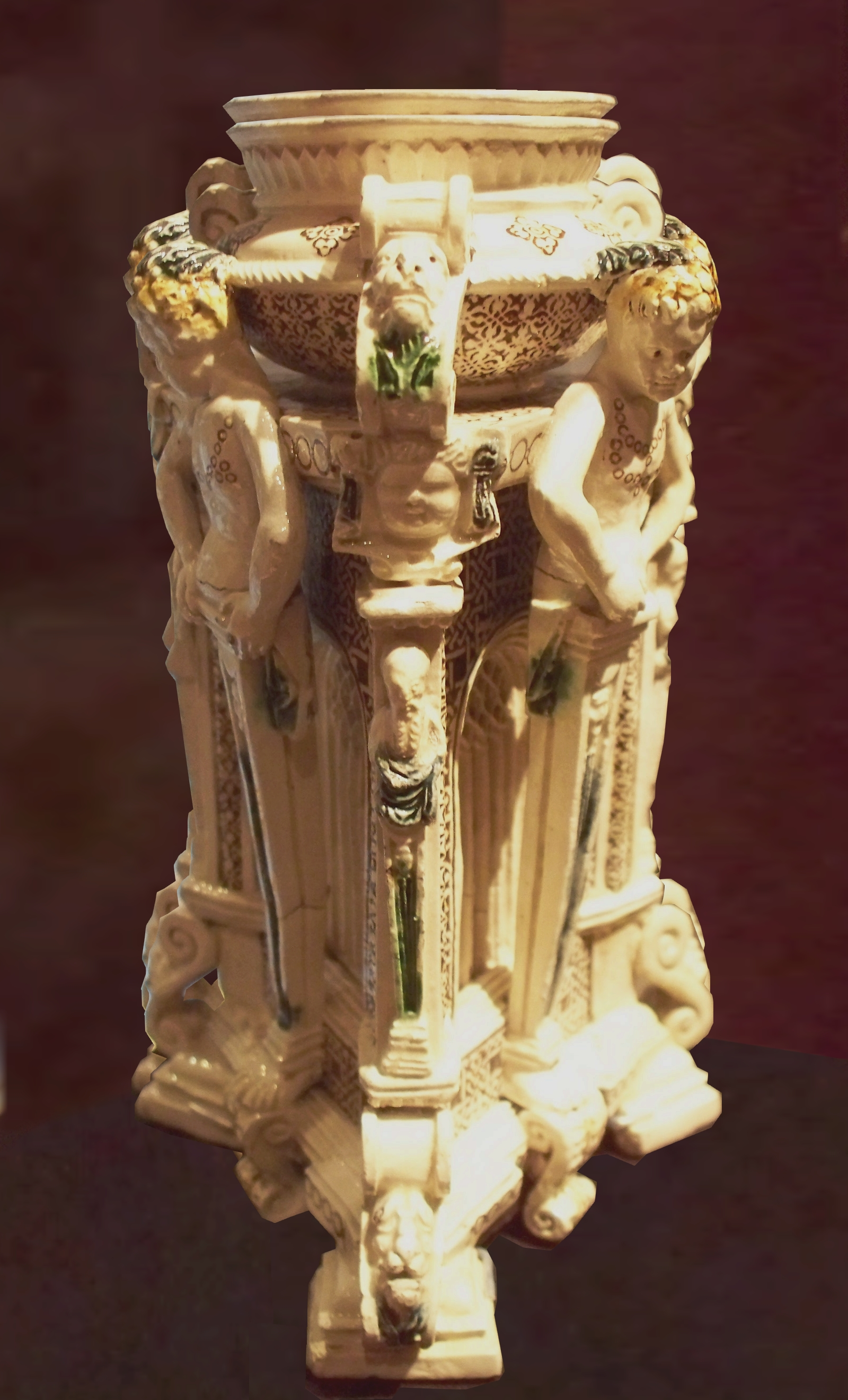
Керамічна сільничка.
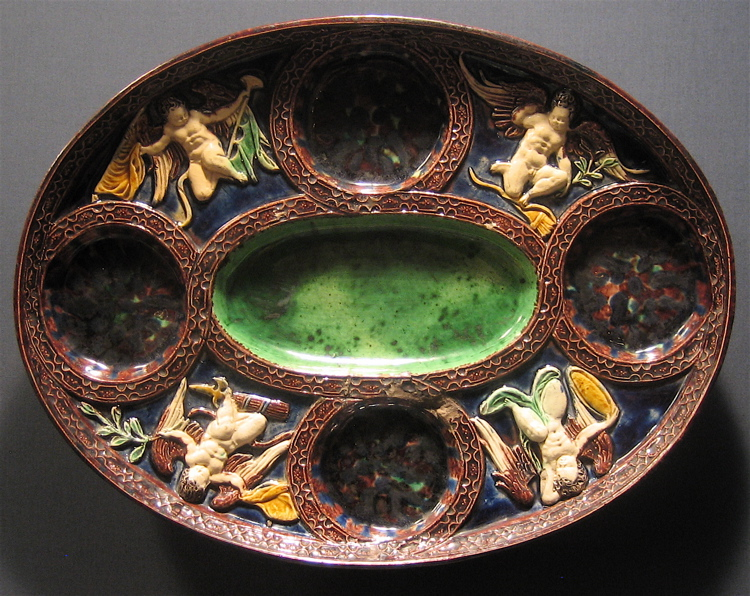
Декоративна таріль з крилатими путті. Окружний художній музей Лос-Анжелес, США.
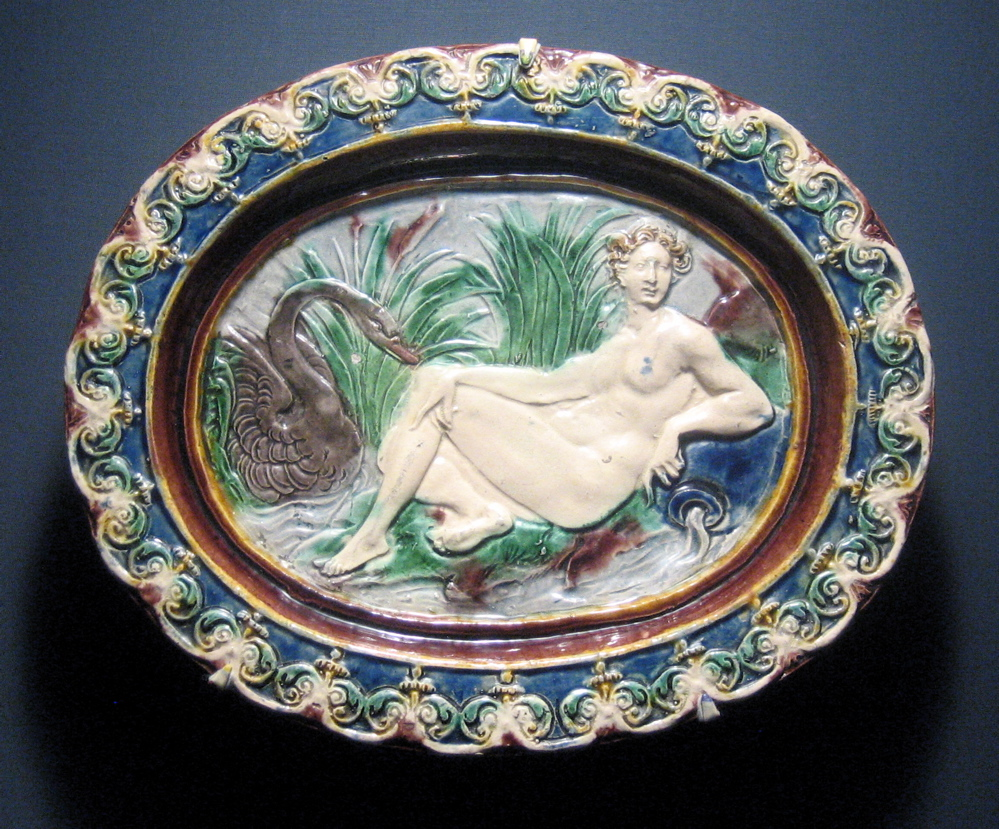
Декоративна таріль «Леда і Лебідь». Окружний художній музей Лос-Анжелес, США.